# Eurata kohleri
Eurata kohleri là một loài bướm đêm thuộc phân họ Arctiinae, họ Erebidae.